# San Juanito (Insel)
San Juanito (spanisch Isla San Juanito, das Diminutiv von San Juan) ist die nördlichste Insel der mexikanischen Islas Marías im östlichen Pazifischen Ozean. Administrativ gehört sie zum Municipio San Blas im Bundesstaat Nayarit.

## Geographie
San Juanito liegt etwa 70 km vor der Westküste Mexikos im äußersten Norden der Islas Marías, rund 5 km nördlich von María Madre, der größten Insel der Inselgruppe. Die unbewohnte Insel ist rund 5 km lang, bis zu 2,6 km breit und weist eine Fläche von 9,105 km² auf. Sie ist damit die kleinste der vier Hauptinseln, allerdings existieren im Archipel noch fünf Felseilande mit deutlich geringerer Fläche.

## Tierwelt (Fauna)
Die für die Islas Marías endemische Tres-Marias-Hirschmaus (Peromyscus madrensis) kommt im Gegensatz zu María Madre und María Magdalena auf San Juanito häufig vor, da die Insel frei von eingeschleppten Ratten ist. 